# Hygrophila polysperma
Espèce
Classification APG III (2009)
Statut de conservation UICN

 LC  : Préoccupation mineure
Hygrophila polysperma, ou hygrophile indienne, est une espèce de plantes à fleurs de la famille des Acanthaceae. C'est une plante palustre d'eau douce à tige. Elle est utilisée comme plante décorative en aquariophilie.
Elle est devenue invasive dans d'autres chaudes régions du monde où elle a été introduite (volontairement ou involontairement). C'est une espèce à croissance rapide et à propagation rapide très compétitive, même en présence d'autres invasives submergées (ludwigia par exemple). Hygrophila polysperma peut produire des tapis denses qui interfèrent avec la navigation.

## Origine
A l'état naturel, cette plante se rencontre  en Thaïlande, Malaisie, Sumatra.

## Description
Hygrophila polysperma peut mesurer 50 cm de hauteur. Elle se compose de feuilles lancéolées de 4 cm de long et 1 cm de large, de couleur vert tendre au brun rouge si la lumière est assez intense. Les racines de cette plante à tige poussent à tous les nœuds. Sa croissance est rapide.

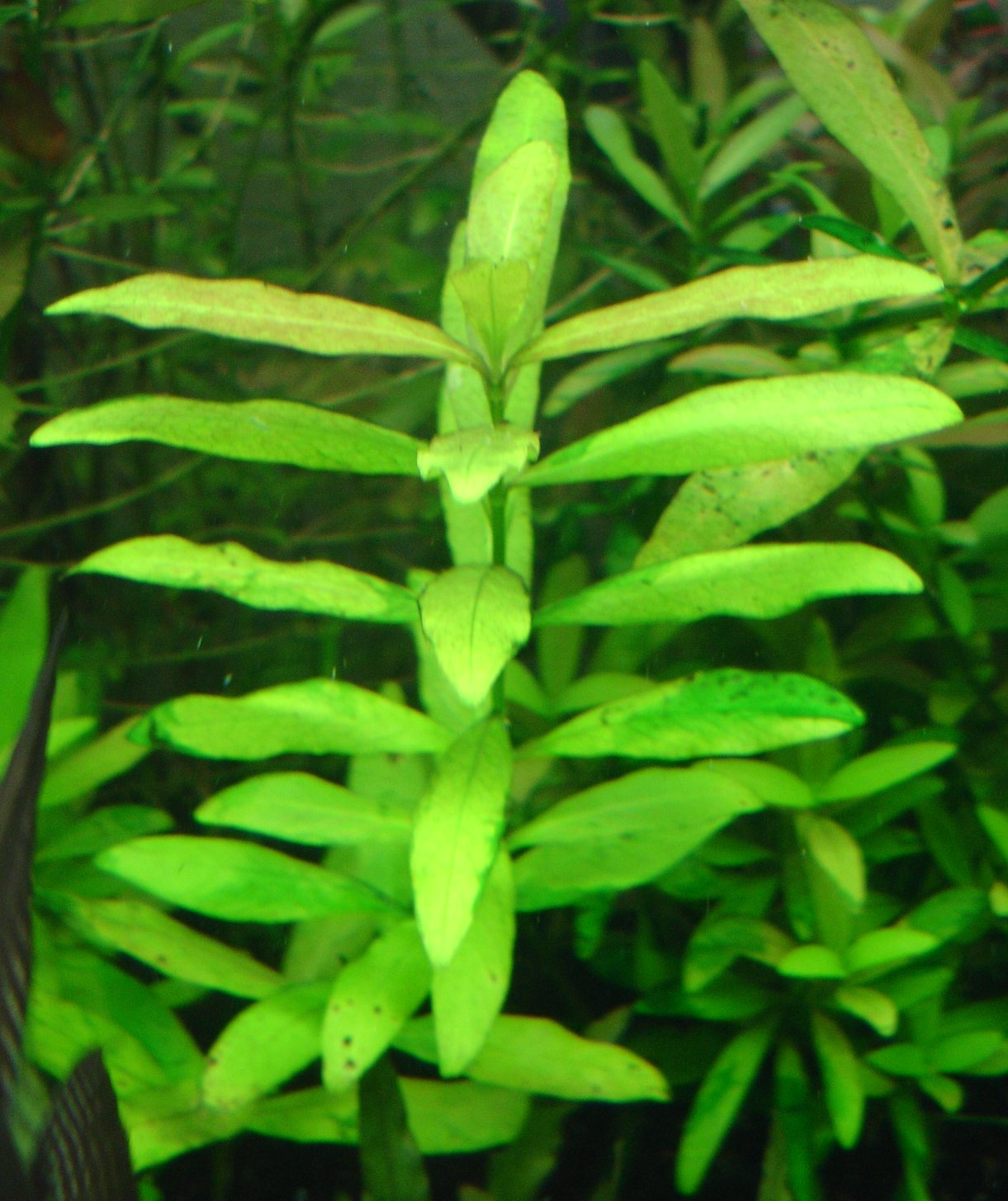
Une tige dHygrophila polysperma.

## Maintenance
La hauteur du bac doit être de 40 cm minimum avec une filtration normale et un éclairage intense à très intense. C'est une plante qui a besoin d'engrais de temps en temps mais elle n'est pas exigeante. La croissance est de 10 cm par semaine.
L'eau doit avoir une température comprise entre 15 et 30 °C avec un th de 4 à 20 °f et un pH compris entre 6,5 et 7,2. Cette plante est facile d'entretien et s'adapte à toutes les maintenances. Elle supporte même l'eau froide. De ce fait elle est recommandée aux débutants.

## Entretien
Sa croissance oblige à de fréquents taillages sous peine d'être envahi. Il faut alors l'éclaircir et l'étêter régulièrement pour éviter qu'elle étouffe les autres. Comme sa croissance est importante, il est recommandé de ne pas serrer les plants.

## Multiplication
La multiplication se fait par prélèvement de boutures d'une vingtaine de centimètres. Comme les feuilles se dégarnissent vers le bas, il est conseillé de déplanter et de couper les tiges puis de replanter les têtes afin de toujours garder des plants bien touffus.

## Invasivité
En croissance dans la même eau que Hygrophila polysperma (plante du sud-est asiatique introduite et devenue invasive en Amérique), Ludwigia repens a une croissance rapide, tout en induisant une forte réduction de croissance et de poids de sa concurrente (laquelle ne grandit qu'à raison de 5 % de ce qu'elle ferait en l'absence de L repens. (après 12 semaine de croissance en commun) ; Cultivées isolément, ces deux plantes grandissent à peu près à la même vitesse et produisent la même biomasse.

Les données expérimentales suggèrent que ces deux espèces peuvent facilement coloniser des habitats dépourvus de végétation. Cependant, dans un mélange égal de brins des deux espèces lors d'une colonisatrices de nouveaux habitats, H. polysperma aura l'avantage. Et plus encore ; une population établie de L.repens  se laissera envahir par H. polysperma alors qu'il semble peu probable que des populations d' H. polysperma soient envahies par L. repens. L'expansion continue de H. polysperma introduite dans d'autres régions chaudes du monde est donc probable, avec régression de L. Repens là où les deux espèces seront en concurrence.